# Moinville-la-Jeulin
Moinville-la-Jeulin är en kommun i departementet Eure-et-Loir i regionen Centre-Val de Loire strax norr om centrala Frankrike. Kommunen ligger i kantonen Auneau som tillhör arrondissementet Chartres. År 2022 hade Moinville-la-Jeulin 160 invånare.

## Befolkningsutveckling
Antalet invånare i kommunen Moinville-la-Jeulin
Referens:INSEE